# Episodi di Daredevil - Rinascita
La prima stagione della serie televisiva Daredevil - Rinascita, composta da nove episodi, è stata pubblicata negli Stati Uniti dal 4 marzo al 15 aprile 2025 su Disney+, contemporaneamente in Italia.
| nº | Titolo originale       | Titolo italiano         | Pubblicazione USA | Pubblicazione Italia |
| -- | ---------------------- | ----------------------- | ----------------- | -------------------- |
| 1  | Heaven's Half Hour     | Mezz'ora di paradiso    | 4 marzo 2025      | 5 marzo 2025         |
| 2  | Optics                 | Immagine pubblica       | 4 marzo 2025      | 5 marzo 2025         |
| 3  | The Hollow of His Hand | Il vuoto della sua mano | 11 marzo 2025     | 12 marzo 2025        |
| 4  | Sic Semper Systema     | Sic Semper Systema      | 18 marzo 2025     | 19 marzo 2025        |
| 5  | With Interest          | Con gli interessi       | 25 marzo 2025     | 26 marzo 2025        |
| 6  | Excessive Force        | Forza eccessiva         | 25 marzo 2025     | 26 marzo 2025        |
| 7  | Art for Art's Sake     | L'arte è arte           | 1º aprile 2025    | 2 aprile 2025        |
| 8  | Isle of Joy            | L'isola felice          | 8 aprile 2025     | 9 aprile 2025        |
| 9  | Straight to Hell       | Dritto all'inferno      | 15 aprile 2025    | 16 aprile 2025       |

## Mezz'ora di paradiso
- Titolo originale: Heaven's Half Hour
- Diretto da: Justin Benson e Aaron Moorhead
- Scritto da: Dario Scardapane

### Trama
Matt Murdock, Karen Page e Foggy Nelson stanno festeggiando il pensionamento del loro amico della polizia Cherry, quando vengono attaccati dal loro vecchio nemico Benjamin "Dex" Poindexter, che uccide Foggy insieme ad altri civili presenti. Un Murdock infuriato, nelle vesti del vigilante mascherato Daredevil, ingaggia uno scontro con Dex che si conclude con Matt che lo getta da un tetto, mentre Cherry scopre la sua identità segreta. Un anno dopo, Matt si è ritirato dai panni di Daredevil e ha fondato un nuovo studio legale con l'ex procuratore distrettuale Kirsten McDuffie, Karen si è trasferita a San Francisco e Dex, sopravvissuto alla lotta, viene condannato all'ergastolo per i suoi crimini. McDuffie organizza un incontro tra Murdock e la terapista Heather Glenn e i due iniziano a frequentarsi. Dopo essersi preso del tempo per riprendersi dall'attacco di Maya Lopez, l'ex boss criminale Wilson Fisk annuncia la sua candidatura a sindaco di New York City con un programma anti-vigilante. Matt incontra Wilson e lo avvisa di un suo intervento in caso torni ai suoi vecchi affari. Fisk ribatte, promettendo conseguenze in caso Matt torni a vestire i panni di Daredevil. Dopo aver vinto le elezioni, Wilson rivela alla moglie Vanessa di sapere che lei ha avuto una relazione con un uomo di nome Adam mentre lui era via.

## Immagine pubblica
- Titolo originale: Optics
- Diretto da: Michael Cuesta
- Scritto da: Matt Corman e Chris Ord

### Trama
Mentre Wilson Fisk viene eletto sindaco e inizia a denunciare presenze di vigilanti come Daredevil, Spider-Man e Punisher, Hector Ayala vede due persone, Powell e Kel Shanahan, che stanno picchiando un uomo di nome Nicky Torres in una stazione della metropolitana. Ayala cerca di sedare la rissa, ma viene aggredito a sua volta. Quando Shanahan inciampa e viene ucciso da un treno, Powell rivela che sono poliziotti e arresta Ayala con l'accusa di omicidio, mentre Torres scappa. Matt decide di difendere Hector. Cherry, che ora lavora come investigatore di Murdock, scopre che Ayala è il vigilante Tigre Bianca. Matt convince il giudice del caso di Ayala a non rivelare queste informazioni, credendo che ciò avrebbe ingiustamente influenzato la giuria. Per migliorare la sua immagine pubblica durante i suoi primi giorni da sindaco, Fisk incontra la giovane giornalista BB Urich, nipote del defunto Ben Urich, che rivela che il commissario della polizia di New York Gallo è pronto a dimettersi per protestare contro la nomina di Fisk a sindaco. Fisk minaccia di denunciare l'infedeltà di Gallo per impedirgli di dimettersi. Wilson e Vanessa iniziano a frequentare una terapia di coppia con Glenn. Matt rintraccia Torres e lo aiuta a fuggire da Powell e da un altro agente di polizia corrotto, vedendosi costretto a ferirli per difendersi.

## Il vuoto della sua mano
- Titolo originale: The Hollow of His Hand
- Diretto da: Michael Cuesta
- Scritto da: Jill Blankenship

### Trama
Con Wilson e Vanessa che evitano le loro precedenti attività criminali mentre Fisk è sindaco, i leader delle gang di New York City, Luca e Viktor, iniziano a combattere tra loro. Wilson ritiene che dovrebbero lasciare che le gang si uccidano a vicenda e il caos aiuterà a costruire una pace duratura, ma Vanessa è frustrata dal fatto che il suo lavoro venga vanificato e invia il braccio destro di Fisk, Buck Cashman, ad allentare le tensioni tra le gang. Cherry porta Nicky Torres a testimoniare al processo di Hector Ayala, ma Torres è intimidito dalla presenza della polizia e dichiara di non essere stato presente la sera della morte del poliziotto. Senza altre opzioni, Matt rivela l'identità di Ayala come Tigre Bianca in tribunale. Con nuovi resoconti di testimoni e registri della polizia che descrivono in dettaglio le gesta eroiche di Tigre Bianca, Murdock e McDuffie convincono con successo la giuria a dichiarare Hector non colpevole. In un'intervista con BB, Fisk rimprovera i risultati del processo e giura di sostenere la sua posizione anti-vigilante. Quella notte Ayala, nelle vesti di Tigre Bianca, esce di pattuglia, ma viene ucciso a sangue freddo da un uomo armato che indossa il simbolo del Punitore.

## Sic Semper Systema
- Titolo originale: Sic Semper Systema
- Diretto da: Jeffrey Nachmanoff
- Scritto da: David Feige e Jesse Wigutow

### Trama
Dopo l'omicidio di Hector Ayala, Matt rassicura la nipote di quest'ultimo, Angela del Toro, che il suo assassino sarà consegnato alla giustizia. Durante la consulenza matrimoniale, Wilson e Vanessa discutono della sua relazione con Adam e Glenn chiede privatamente a Vanessa se si sente al sicuro con il marito. Il tentativo di Fisk di migliorare i porti affronta una serie di ostacoli, tra cui procedure governative, bande rivali e il suo protetto Daniel Blake che fa trapelare informazioni riservate mentre era ubriaco, portando BB a denunciare Fisk come un nemico di sindacati. Nonostante la rabbia iniziale, Fisk decide di non licenziare Blake dopo aver assistito alla sua lealtà. Intanto Murdock indaga sul luogo in cui è stato ucciso Ayala e trova un bossolo con il simbolo del Punitore. Rintraccia e interroga Frank Castle, che crede provenga da uno degli agenti di polizia che abusano del suo emblema, prima di rimproverare Matt per non aver ucciso Dex nonostante questi abbia assassinato il suo amico Foggy. Più tardi quella notte, Murdock si allena con i suoi manganelli mentre Fisk rivela di aver imprigionato Adam. Nel frattempo, un serial killer mascherato, Muse, preleva il sangue di una vittima.

## Con gli interessi
- Titolo originale: With Interest
- Diretto da: Jeffrey Nachmanoff
- Scritto da: Grainne Godfree

### Trama
Il giorno di San Patrizio, Matt Murdock si reca alla New York Mutual Bank per discutere di un prestito per il suo studio legale. La sua richiesta viene respinta dal vicedirettore Yusuf Khan a causa della tendenza dello studio ad accettare clienti che non possono permettersi di pagare. Dopo che Matt se ne va, un gruppo di criminali guidati da Devlin entra in banca e prende tutti in ostaggio. Lavorano per Luca e stanno tentando di rubare gli 1,8 milioni di dollari che deve pagare a Viktor. Murdock li sente e torna in banca. Quando arriva la polizia, Devlin parla con la negoziatrice degli ostaggi, la detective Angie Kim. Murdock mette fuori combattimento due dei rapinatori mentre Khan prende tempo al caveau della banca. Matt riesce ad aprire il caveau e a trovare una cassetta di sicurezza di cui i rapinatori avevano la chiave: vi trova un diamante raro di cui vogliono impadronirsi i rapinatori. L'avvocato finge di dare il diamante a Devlin mentre la polizia irrompe in banca. Devlin consegna il bottino a una complice tra gli ostaggi, che successivamente scopre di non avere il diamante. Devlin si traveste da agente di polizia per scappare, ma viene fermato e ferito da Murdock. In seguito, Matt restituisce segretamente il diamante e accetta un'offerta per cenare con la famiglia di Yusuf, che promette di aiutare il suo studio.

## Forza eccessiva
- Titolo originale: Excessive Force
- Diretto da: David Boyd
- Scritto da: Thomas Wong

### Trama
Dopo la rapina fallita, Luca fa visita a Fisk e si rifiuta di pagare gli 1,8 milioni di dollari a Viktor. Fisk aumenta la cifra a 2,8 milioni di dollari e dà a Luca una settimana per pagarla. Poi apprende da un netturbino che Muse sta usando sangue umano nella sua street art. Muse lascia i corpi di due vittime accanto a un nuovo murale come conferma pubblica delle sue azioni. Fisk lo scopre durante una raccolta fondi con le élite della città, tra cui Jack Duquesne, che è contrario ai suoi piani di ricostruzione del porto. Per occuparsi di Muse, Fisk istituisce una task force anti-vigilanti (AVTF), e recluta noti ufficiali di polizia come Powell e l'ex detective Cole North. Angela crede che suo zio stesse indagando su Muse prima della sua morte e chiede a Murdock di continuare il suo lavoro. Quando Matt rifiuta, investiga lei stessa e viene rapita da Muse. Avvertito della sua scomparsa, Matt Murdock decide finalmente di riassumere le vesti di Daredevil. Trova la tana di Muse e salva Angela, ma Muse scappa. Nel frattempo, Fisk dà ad Adam un'ascia e lo sfida a un combattimento in cui Wilson lo sconfigge e lo trascina di nuovo nella sua cella.

## L'arte è arte
- Titolo originale: Art for Art's Sake
- Diretto da: David Boyd
- Scritto da: Jill Blankenship

### Trama
Dopo essere stata ricoverata in ospedale, Angela racconta alla polizia che Daredevil l'ha salvata e li indirizza al covo di Muse. Kim riferisce a Fisk, furioso per il ritorno del Diavolo di Hell's Kitchen, che il principale sospettato per l'identità di Muse è un giovane problematico di nome Bastian Cooper. Luca chiede a Vanessa di tornare alle sue attività criminali alle spalle di Wilson. In una seduta con Heather, Bastian la ringrazia per averlo aiutato ad accettare la sua vera identità. La donna si rende conto che lui è Muse e Bastian la stordisce. Murdock e l'AVTF trovano separatamente dei dipinti di Glenn nel covo di Muse e vanno a salvarla. Nei panni di Daredevil, Matt arriva per primo nell'ufficio di Heather e la salva. Mentre l'AVTF si prepara a entrare, Glenn spara mortalmente a Muse prima di svenire a causa della perdita di sangue. Murdock la stabilizza prima dell'arrivo dell'AVTF. Fisk attribuisce alla sua task force il merito di aver fermato Muse. Blake minaccia BB di rimuovere dal suo blog le menzioni di testimoni oculari sul coinvolgimento di Daredevil nel caso. Heather, dopo aver ripreso conoscenza in ospedale, dice a Matt di aver sentito Daredevil pronunciare il suo nome. Vanessa apparentemente manda Luca a uccidere Fisk, ma si tratta di una trappola e Cashman uccide Luca.

## L'isola felice
- Titolo originale: Isle of Joy
- Diretto da: Justin Benson e Aaron Moorhead
- Scritto da: Jesse Wigutow e Dario Scardapane

### Trama
Dex viene trasferito dall'isolamento alla sezione comune su ordine di Fisk. Quest'ultimo rivela inoltre a Vanessa la prigionia di Adam e la guarda mentre lo uccide; promuove Blake a Vice Sindaco delle Comunicazioni; e invita Glenn alla sua raccolta fondi per il Black & White Ball. Matt si rende conto che Fisk è un paziente di Heather, il che mette ulteriormente a dura prova il loro rapporto mentre lei contesta le sue idee anti-vigilanti. Al bar di Josie, Matt scopre che Foggy stava festeggiando un'imminente vittoria in tribunale la notte della sua morte. Credendo che Fisk abbia assoldato Dex per mettere a tacere il suo amico, Murdock interroga Dex e lo ferisce. Dex in seguito uccide il suo medico e una guardia prima di fuggire dalla prigione. Al ballo, Fisk ricatta Duquesne, che è il vigilante Spadaccino, e altri membri dell'alta società per ottenere il sostegno al suo progetto portuale. BB, a conoscenza del coinvolgimento di Fisk nell'omicidio di suo zio Ben Urich, chiede al commissario Gallo di aiutarlo a fermare Fisk e l'AVTF. Matt capisce che è stata Vanessa ad assoldare Dex per assassinare Foggy e la interroga. Quando Fisk sta per rivelare a Glenn l'identità segreta dell'avvocato, Dex tenta di sparargli, ma Matt Murdock si lancia sulla traiettoria di tiro e viene ferito gravemente.

## Dritto all'inferno
- Titolo originale: Straight to Hell
- Diretto da: Aaron Moorhead e Justin Benson
- Scritto da: Heather Bellson e Dario Scardapane

### Trama
Un anno e mezzo prima, Vanessa chiede a Dex di uccidere Foggy Nelson - che sta lavorando a un caso che potrebbe esporre le sue attività in Red Hook - in cambio della sua vecchia vita. 
Nel presente, Murdock è ricoverato in ospedale. Fisk toglie la corrente a New York City e ordina a Cashman di uccidere Matt Murdock, che fugge nel suo appartamento, trovando Frank Castle. I due combattono gli agenti AVTF, incluso Cole North, che si rivela essere l'assassino di Hector Ayala. Il duo si riunisce con Karen, che ha chiesto a Castle di proteggere Murdock dopo aver appreso della fuga di Dex. Matt e Karen recuperano il vecchio caso di Nelson e scoprono che Fisk e Vanessa stanno cercando di stabilire una città-stato a Red Hook. Castle combatte l'AVTF a Red Hook, ma viene sconfitto. La direttrice della campagna di Fisk Sheila Rivera espone il tentativo di Gallo di smascherare Fisk, che uccide brutalmente il commissario. Fisk dichiara la legge marziale, rende illegale il vigilantismo e fa imprigionare Jack Duquesne, Castle e altri suoi oppositori a Red Hook. Offre a Heather la posizione di commissario per la salute mentale, che lei accetta.  Murdock recluta Cherry, Kim e altri onesti agenti di polizia per salvare la città. 
In una scena a metà dei titoli di coda, Castle inganna una guardia carceraria e fugge dalla prigionia.